# Púlpit exterior de la catedral de Prato
El púlpit exterior de la Catedral de Prato és una obra de Donatello i Michelozzo, datat del 1428 al 1438. Compost de marbre, bronze i mosaic, es troba a la part sud-est de la catedral de Prato (els relleus originals es troben al Museu dell'Opera del Duomo (Prato). El púlpit té una mesura de 210 cm d'altura fins a la teulada.
Des del púlpit es fa l'exposició pública de la important relíquia del Cíngol de Nostra Senyora, que es mostra per Nadal, Pasqua, 1 de maig, 15 d'agost i, al dia més solemne, el 8 de setembre, festa de la Nativitat de Maria.

## Història

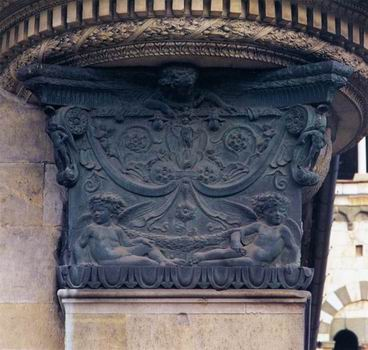
Capitell en bronze de la base del púlpit, dissenyat per Donatello.

A la conclusió de les reformes iniciades el 1385, de l'església (ara catedral) de San Stefano, a Prato, amb la construcció d'una nova façana i la capella de Cíngol, va ser encarregat, a Donatello i Michelozzo, un púlpit exterior destinat per mostrar públicament el Sagrat Cíngol, per substituir l'anterior del trecento, del qual es conserven algunes restes de l'Assumpció i d'altres relleus al Museu dell'Opera del Duomo (Prato).
Els dos artistes, van presentar un model el 1428 (el disseny arquitectònic en general, era de Michelozzo i els relleus i adorns, principalment de Donatello), però el treball es va iniciar lentament, degut als nombrosos compromisos dels dos artistes i, el 1433 (quan es va acabar l'estructura arquitectònica del púlpit) va ser necessari el suport de Cosme el Vell per fer tornar als artistes que es trobaven des de feia uns dos anys a Roma. Al seu retorn va ser fos en bronze la base del púlpit, dissenyat per Donatello, però realitzat per Michelozzo i Maso di Bartolomeo.
Maso di Bartolomeo va seguir amb el següent pas de muntatge del púlpit i de l'acabament del baldaquí com una corona, mentre l'any 1434, es va realitzar un nou contracte a Donatello fins a l'any 1438 quan es va finalitzar el treball. Donatello va esculpir els relleus del parapet al mateix temps que estava fent la Cantoria per a la Catedral de Florència, amb una proposta molt similar de putti alats dansant. El treball es va completar a l'estiu de 1438 i al setembre d'aquest any es va fer l'últim pagament a Donatello.

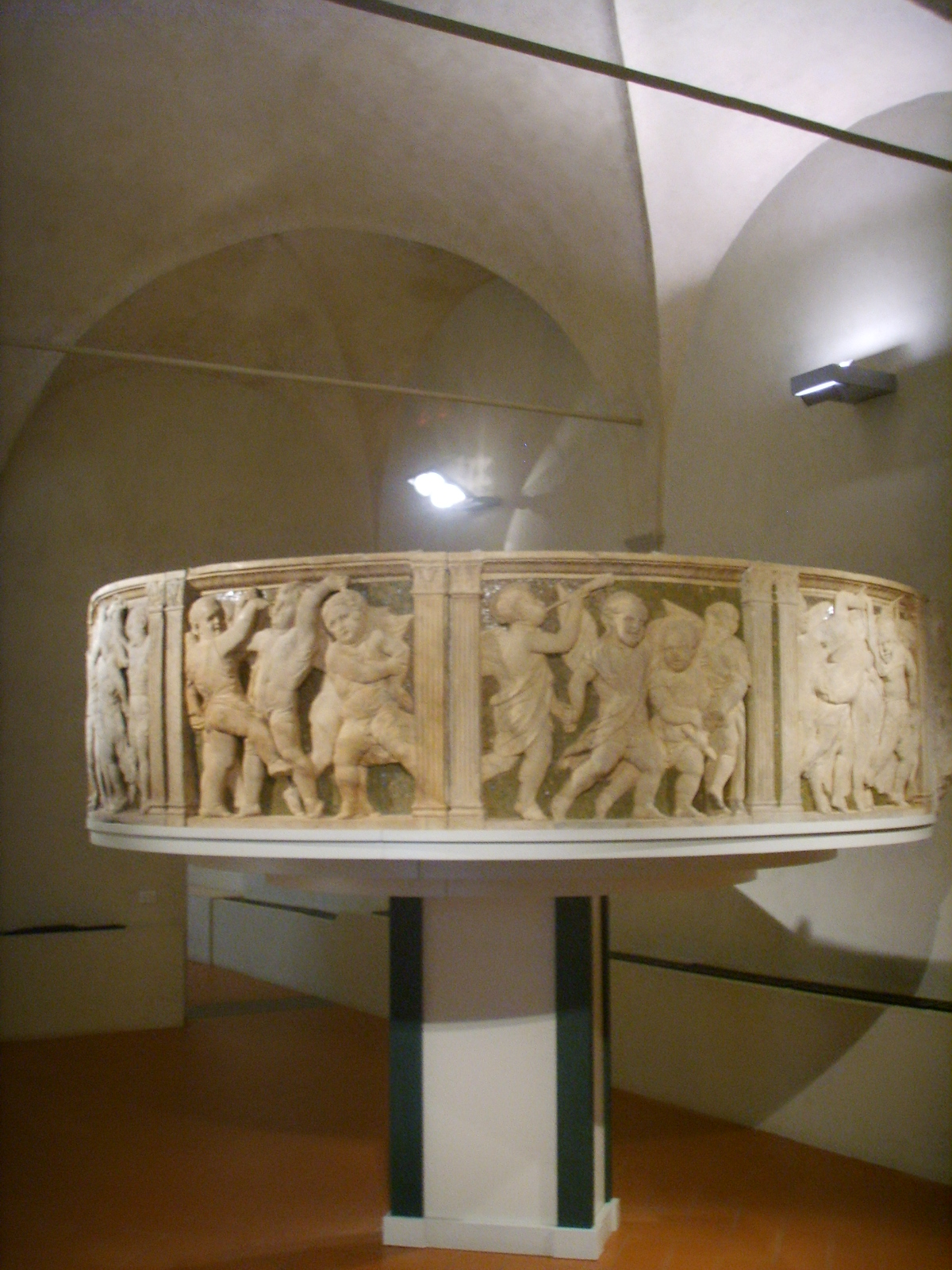
Vista del parapet restaurat al Museu dell'Opera del Duomo de Prato)

Després de més de 500 anys de la seva exposició a la intempèrie, el marbre del púlpit mostrava un greu deteriorament, amb canvis quasi irreversibles, pel que, malgrat la controvèrsia, el 1970, van ser restituïts els relleus per una còpia i col·locades les escultures originals al pròxim Museu dell'Opera del Duomo, a l'espera de la seva restauració. Després de diversos intents, al voltant de 1995, l’Opifici delle Pietre Duri de Florència va començar a desenvolupar una metodologia innovadora, però també segura i controlable: la neteja amb làser d'infraroigs que varen eliminar residus orgànics i van fer ressorgir una vistosa pàtina rosada, potser el resultat dels antics tractaments de protecció, i es va aconseguir la seva recuperació i la seva legibilitat i unitat. Una vegada conclosa la seva restauració el 1999 es va realitzar obres al Museu dell'Opera, per tenir una sala ben preparada i climatitzada.

## Descripció

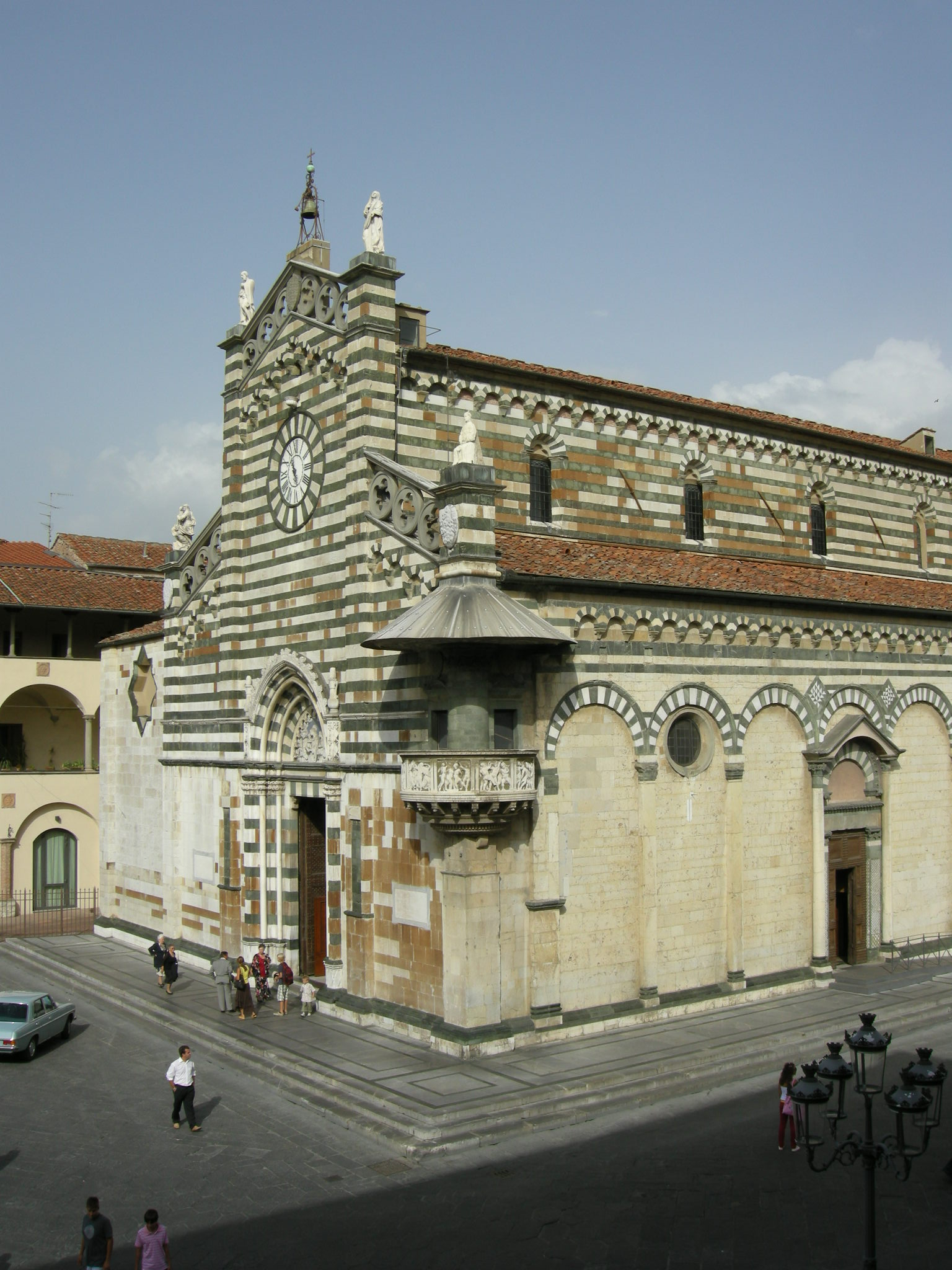
Vista de la catedral, on s'aprecia la col·locació del púlpit

El púlpit, dissenyat exclusivament per a l'exposició del Sagrat Cíngol, va ser decidida la seva posició angular per proporcionar el vincle entre el costat romànic i la façana gòtica tardana de l'església, i entre els dos llocs on els pelegrins es reunien. La vora de l'església constitueix el basament del púlpit, descansa sobre un capitell de bronze, molt ric amb adorns decoratius, que recorda elements clàssics, i es va concloure amb un original àngel al centre, i que sosté les primeres cornises de marbre, en bandes concèntriques progressivament protuberants i ricament ornamentades. Té quinze mènsules amb volutes que subjecten la planta del púlpit, accentuant amb la seva posició radial, l'efecte de rotació, centrífuga.
El parapet és de marbre blanc, suggereix la forma d'un temple circular recolzat a pilars que separa en set grups (73,5 x 79 cm cadascun), entre cada una d'aquestes separacions es troben escenes d'un grup de putti alats ballant (inspirat als putti de tombes romanes), l'alegria dels quals per l'exposició del Cíngol es manifesta a la llibertat del fort ritme, en forma pictòrica representats mitjançant el "stiacciato", que permet vistes per suggerir perspectives complexes, i perquè brille la part del fons realitzat amb mosaic, els reflexos de llum del qual accentua l'efecte de moviment. L'elecció del tema del ball dels putti era inusual. Alguns autors li donen una relació amb els salms 148-150, on s'invita a lloar a Déu amb cants i balls de nens, d'altres, ho vinculen als cantants i àngels dansaires de la fi del segle xiii que s'associaven als temes de l'Assumpció de la Mare de Déu o de la seva Coronació.
El púlpit una vegada conclòs va ser celebrat per l'elegància del seu baldaquí o ombrel·la, amb un sostre de fusta de quadratura radial originàriament pintat de vermell, blau i or.

## Estil
Les conclusions del púlpit, una vegada més, demostren la capacitat de Donatello a reviure l'art antic amb un nou esperit.
El disseny dels relleus del parapet, fàcilment es copsa que es deu enterament a Donatello, encara que l'elaboració es pot deure amb algun ajut d'altres artistes del seu taller. El mestre florentí, va prendre alguna part de la solució utilitzada a la Cantoria, ara al Museu dell'Opera del Duomo (Florència), que recrea un ball festiu dels putti, però en aquest cas va utilitzar un relleu més subtil i més àulic.

### Els relleus
| Núm. | Imatge                      | Notes |
| ---- | --------------------------- | --- |
| 1    | Primer relleu de l'esquerra | El primer relleu de l'esquerra es caracteritza pels ritmes i cites tradicionals amb un refinat encant, menys tens i dinàmic que el relleu central. |
| 2    | Segon relleu de l'esquerra  | Similar al precedent però una mica més dinàmic gràcies a l'ús de les línies en diagonal. |
| 3    | Tercer relleu de l'esquerra | Amb una forma harmoniosa, dintre d'un bell espai, gràcies a l'avançament del putto de la dreta, que té un peu al primer pla i el cos al fons. |
| 4    | Relleu central              | El relleu central és particularment bell, encara que un dels més danyats, es mostren els contorns vibrants, amb la llum i la composició equilibrada, el grup és compacte al centre de l'espai i les mans dels putti trenquen el marc com per envair la cornisa de les fulles. |
| 5    | Relleu 5                    | Altres dos querubins ocults al primer pla, el relleu té menys èmfasi i els putti estan composts en una posició més oberta i airosa. En aquest cas l'ús de línies diagonals dona moviment a l'escena.                                                                          |
| 6    | Relleu 6                    | Consta de solament quatre putti en lloc de l'habitual de cinc, conté algunes errades importants, com la cara de l'angelot central, que sembla massa aplatat. |
| 7    | Relleu 7                    | Probablement va ser el primer d'ésser executat i és potser el més complex al seu disseny, per atrevir-se a la perspectiva en escorç, que segons opinions, no sempre aconseguida correctament, hi ha un frenètic aleteig de vestidures.                                        |